# Ionografie
Die Ionographie ist ein Verfahren im Digitaldruck. Es zählt zu den Non-Impact-Printing-Verfahren.
Es wird ein elektrostatisch latentes Ladungsbild mit einem Ionenschreibkopf erzeugt. An dieses lagert sich ein leitfähiger, magnetischer Toner an. Das so entstandene Tonerbild wird auf Papier übertragen. Die Fixierung des Druckes wird durch Druck oder Blitzlicht fixiert.

## Druckeinheit
Die Bebilderung erfolgt über eine Ionenquelle, die mit  heute verfügbarer Technologie als seitenbreites Array  aufgebaut werden kann. Die Einfärbung erfolgt mit Flüssigtonern. Nach dem Übertrag auf das Papier ist eine Reinigung der Trommeloberfläche mittels mechanischer und  elektrischer Einrichtungen erforderlich. Die Reinigung erfolgt  über Rakelsysteme.  Die Fixierung erfolgt bereits im nip bei der Tonerübertragung auf das Papier durch Wärmezufuhr und Druck über  die Trommel (Transfixing). Nach dem Übertrag des  Druckbildes auf das Papier erfolgt über eine XenonBlitzlampe berührungslos die endgültige Fixierung des  Druckbildes durch nochmaliges kurzes Anschmelzen des  Toners durch Strahlungswärme auf dem Papier.  

## Bebilderungssystem
Die zentrale Baugruppe in der Ionografie ist die  Bebilderungseinheit in Form einer Ionenquelle. Die Ionen, d. h. positiv oder negativ geladene  Atome oder Moleküle, werden aus der Umgebungsatmosphäre und über das Material der Ionenquelle über Hochspannungssignale gebildet und zur Bebilderungsoberfläche transportiert. Die Kontrolle der Luftfeuchtigkeit in der Umgebung der Ionenquelle ist von besonderer  Bedeutung, da bei zu hoher Feuchtigkeit Spannungsüberschläge auftreten können, die zum  Verschleiß und zur Zerstörung von Ionenquelle  und Oberfläche führen. Eine Beheizung der  Bebilderungstrommel ist daher notwendig.  

## Druckwerkkonzepte und Drucksysteme auf Basis der Ionografie

### Bildträger in Bandausführung
Bei der ikonografischen Bebilderung wird das Ladungsmuster auf ein umlaufendes, dielektrisch beschichtetes Band aufgebracht. 
Das Bild wird nicht direkt auf das Papier übertragen, sondern zunächst auf ein Zwischenträgersystem. Der Farbübertrag auf den Bedruckstoff erfolgt  nach vorangegangener Vorheizung des Papiers als Teil  eines mehrstufigen Fixierprozesses. 

### Mehrfarbendruck auf Basis der Ionografie
Bei Mehrfarbendruck mit der NIP-Technologie, in der mit  der Ionografie gedruckt wird, kommen insbesondere Flüssigtoner zum Einsatz. Es gibt Druckwerkskonfigurationen in Satellitenbauweise oder es wird über ein  Zwischenträgersystem, auf dem die Farbauszüge gesammelt werden, auf Rollenmaterial gedruckt. Teilweise erfolgt der Druck ohne Zwischenträger direkt auf den Bedruckstoff. Als Besonderheiten bei beiden Systemen sind die Bebilderung auf dielektrisch beschichtetes Band zu nennen sowie die Maßnahmen zur Entfernung der Trägerflüssigkeit bei Einsatz von Flüssigtonern.

### Weitere Drucksysteme auf Basis der Ionografie
Es können die meisten üblichen Bedruckstoffe/Papiere  bedruckt werden. Ein  Vierfarbendruck z. B. wird dadurch  erzeugt, dass nacheinander über nur eine Ionenquelle der  Farbauszug auf das Papier bebildert und anschließend  mit Toner eingefärbt wird; nach Rücklauf der Papierbahn  erfolgt die Bebilderung mit dem zweiten Farbauszug und  folgender Einfärbung, entsprechend dann für die dritte und  vierte Farbe (Multipass-System). Ein hochgenaues Registersystem für den Bahntransport ist erforderlich. Es gibt  auch die Variante als Reihenbauweise (SinglepassSystem), bei der vor jeder Entwicklungsstation eine separate Ionenquelle installiert ist.